# 茂木正
茂木 正（もぎ ただし、1966年〈昭和41年〉5月23日 - ）は、日本の経済産業技官。

## 来歴
静岡県伊東市出身。静岡県立伊東高等学校を経て、北海道大学工学部を卒業。1992年（平成4年）3月、北海道大学大学院工学研究科修士課程を修了し、同年4月、通商産業省に入省。入省後、石油・ガス、鉱物資源開発、海洋資源開発、電力自由化やガス自由化の制度改革、バイオ燃料の普及促進、燃料電池の導入推進など、エネルギー政策の策定に携わり、資源エネルギー庁省エネルギー・新エネルギー部省エネルギー対策課長、製造産業局化学課長、同局素材産業課長、資源エネルギー庁省エネルギー・新エネルギー部政策課長、中小企業庁長官官房総務課長、経済産業省大臣官房参事官（技術・高度人材戦略担当）兼危機管理・災害対策室長などを歴任。
2020年（令和2年）7月20日、資源エネルギー庁省エネルギー・新エネルギー部長に就任。再生可能エネルギーや水素戦略、燃料電池の導入推進、蓄電池のコスト低減及び利活用の推進、マイクログリット、省エネルギー対策などを統括した。
2022年（令和4年）7月1日、商務情報政策局商務・サービスグループ長に就任。
2024年（令和6年）7月1日、経済産業省大臣官房政策立案総括審議官に就任。